# Caída de Harrán
La Caída de Harrán se refiere al asedio y captura de la ciudad asiria de Harrán por parte de los imperios medo y neobabilónico.

## Antecedentes
El Imperio neoasirio, desde el año 639 a. C., venía sufriendo un declive en su poder, que culminó con la Invasiones babilónicas y medas en sus tierras. La ciudad de Arrapha cae en el 615 a. C., seguida de la Assur en el 614 a. C., y finalmente la famosa Nínive, la más reciente capital de Asiria, en la 612 a. C.. A pesar de las brutales masacres que siguieron, los asirios sobrevivieron como entidad política y escaparon a Harrán bajo su nuevo rey, Ashur-uballit II. El establecimiento de Harrán como capital de los asirios llamó la atención del rey babilónico Nabopolasar y del rey medo Cyáxares, que estaban decididos a destruir para siempre la amenaza del resurgimiento asirio.

## Sitio
Los anales asirios no registran nada más después del 610 a. C. - la fecha presunta del asedio. El asedio duró un año más, antes de que la ciudad cayera finalmente en el 609 a. C.

## Consecuencias
Con la caída de Harrán, el Imperio asirio dejó de existir como estado. Los restos del ejército del antiguo Imperio asirio se reunieron con las fuerzas egipcias que habían vencido en la Megido. En el 605 a. C., los babilonios volvieron a tener éxito, ya que derrotaron a los egipcios junto con parte del ejército de la antigua Asiria en la Batalla de Karkemish, poniendo fin a la intervención egipcia en el Cercano Oriente.